# لاگو دی لی
لاگو دی لی (به لاتین: Lago di Lei) یک مخزن سد در سوئیس است که در کانتون گراوبوندن واقع شده‌است.